# هوبره کاکل‌قرمز
هوبره کاکل‌قرمز (نام علمی: Lophotis ruficrista) نام یک گونه از سرده هوبره‌های کاکلی است.